# Todor Diev
Todor Nedjalkov Diev (bolgárul: Тодор Недялков Диев, Plovdiv, 1934. január 28. – Plovdiv, 1995. január 6.) olimpiai bronzérmes bolgár válogatott labdarúgó, edző.
A bolgár válogatott tagjaként részt vett az 1962-es világbajnokságon, illetve az 1952. és az 1956. évi nyári olimpiai játékokon.

## Sikerei, díjai
Szpartak Plovdiv
- Bolgár bajnok (1): 1962–63

Bulgária
- Olimpiai bronzérmes (1): 1956

Egyéni
- A bolgár bajnokság gólkirálya (3): 1955, 1962, 1963